# 野田典嗣
野田 典嗣（のだ のりつぐ、1981年（昭和56年）4月22日 - ）は、日本の実業家、経営者、ブランディングデザイナー。株式会社ノダキ代表取締役社長。

## 経歴
愛知県名古屋市出身。愛知学院大学卒業後、2004年に株式会社ノダキに入社。住友電気工業株式会社に出向し、現場経験を積む。その後、ノダキにて営業に従事。数々の実績を上げ、経営企画室長、専務取締役を歴任。2019年、代表取締役社長に就任した。2020年、『現場の相棒塩ビタミンゼリー』を開発。製造現場や建設現場のみならず、アスリートや小中学生の熱中症予防に貢献している。2024年には矯正型インソール『バランスメイト』を開発。社長業の傍ら、株式会社ノダキシーアンドシー・取締役、株式会社ノダキ興産・取締役、洛塔起精密工具貿易（上海）有限公司・董事長、合同会社OeC・代表社員、GIA株式会社・ブランディングデザイナー、愛知県機械工具商業協同組合 理事、名古屋中小企業振興会・青年経営研究会・会長、名古屋商工会議所　機器・素材流通部・常任委員、一般財団法人ヨシックス記念財団 理事、愛知県フェンシング協会・ブランディングデザイナー、特定非営利活動法人市民まちづくり風の会・理事、一般社団法人SDGs普及促進機構・理事、一般社団法人GAKU salon ナゴヤ・アップデーターズ・理事、GOD GARLIC・ブランディングデザイナー、才能発掘型複合スタジオELEVEN BASE・総支配人補佐、kainails.・アドバイザー、INDESTRUCTIBLE・デザインディレクター、BCMC IZAKAYA HOTACON・パーソナリティー、いちのみや市制100周年・勝手に観光大使、ニパチ会・副会頭、株式会社SACO・顧問、2023 BEST OF MISS 福岡大会・顧問、THE BEAUTY OF NIIGATA・顧問、NPO法人 国際縄文学協会、一般社団法人 日本フライドポテト協会・アンバサダー、元和・マネージャー、日本餅協会・理事、一般社団法人ものづくりパートナーズ・ブランディングデザイナー、tufting studio SO-KO・General Manager、覺王山現代縄文博物館・現代縄文学者といった多方面で活躍している。

## 出演

### テレビ
- キャッチ!（中京テレビ）
- ニュースOne（東海テレビ）
- ドデスカ!（メ～テレ）
- 超町人!チョコレートサムネット （メ～テレ）
- 反転の光（メ～テレ）
- おもてなし隊なごや（メ～テレ）
- チャント!（CBCテレビ）
- 森脇健児の名古屋ご当地TV 並モリ（スターキャットTV）
- 郡上トピックス（郡上ケーブルテレビ）
- きらりSTATION（大町有線放送）
- 街ネタプラス（ケーブルテレビアイ・シー・シー）

### ラジオ
- High！MORNING！（ZIP-FM77.8）
- J-BREAK（ZIP-FM77.8）
- スタートアップ`N`（ZIP-FM77.8）
- 近藤大ちゃんのあおいと！縁ラジオ（CBCラジオ)
- 燃えよ！研究の志士たち（CBCラジオ)
- 加藤千佳のオトナの時間（CBCラジオ)
- 沢井里奈のさわやか#さわーたいむ（FM AICHI）
- 魁魁！TOPインタビュー（MID-FM761）
- 新栄レディオ！（MID-FM761）
- シャカリズム（MID-FM761）
- ママ目線で建てる！自由設計の家＠ラジオ（MID-FM761）
- 納屋橋憲俊（MID-FM761/SHOWROOM)
- TURE HEART「Heart FM」
- はんにゃ金田のちょいのめり（やしの実FM/FM豊橋）
- ここなっつふらいでぇ（やしの実FM/FM豊橋）
- Roundabout84.3 （やしの実FM/FM豊橋）
- GOD GARLICの明日のことは気にするな！（FMいちのみや）※レギュラー出演
- 現場の相棒 presents BCMC グランドホタコン（FMいちのみや）※レギュラー出演
- 山内果奈と野田典嗣の目醒めよ日夲人！！（FMいちのみや）※レギュラー出演
- おじゃまします765（FMいちのみや）
- アフタヌーン・ⅰ（FMいちのみや）
- サンキューイブニング（FM84.5ラジオサンキュー)
- サンキューアフタヌーン（FM84.5ラジオサンキュー）
- THE FACE（United North842/愛知北エフエム）
- Listen!!!（FM TARO76.5）
- DANVO meets You Evening（FM DANVO）
- SHIBUYA VOICE（渋谷クロスFM）
- おっちーとよっしーのポジラジ（fm GIG TOKYO 渋谷）
- 夢と生き様とラーメンと（fm GIG）
- IZAKAYA HOTACON（ミンナミチヅレMmラジオ)※レギュラー出演
- みゆっちとまむしネエサンのネタ帳ラジオ（ミンナミチヅレMmラジオ）

### インターネット番組
- グリルリメンバー(SHOWROOM)
- 永遠色たいむ（尾張アズーリFM）
- あおいTV（YouTube）
- 今週のアップデーター（YouTube）
- モノづくりパートナーズ（YouTube）
- DISPATCH OF GOD GARLIC（YouTube）
- 教育のミライ「マルチID」（dabel）

### 講演/司会活動
経営者関連
- 青年経営研究会「アストリートに学ぶポジティブシンキング術」※徳南堅太（フェンシング日本代表）と共演
- 青年経営研究会「現場の相棒塩ビタミンゼリー ノダキ×共親製菓コラボプロジェクト」※安部隆博（共親製菓株式会社と共演）
- 青年経営研究会「製造業の発展をサポート 株式会社ノダキのこれまでとこれから」
- 名古屋商工会議所「あいちの地震対策とBCP事例紹介」
- ナゴヤイノベーターズガレージ「デジタル行財政改革と社会変革」
- あいち防災協働社会推進協議会、あいち・なごや強靱化共創センター主催　防災・減災カレッジ「事業継続力強化計画」
- あいち防災協働社会推進協議会、あいち・なごや強靱化共創センター主催　防災・減災カレッジ「事業継続力強化計画2.0」
- あいち防災協働社会推進協議会、あいち・なごや強靱化共創センター主催　防災・減災カレッジ「持続可能なオリジナルBCPの構築」
- あいち防災協働社会推進協議会、あいち・なごや強靱化共創センター主催　防災・減災カレッジ「まずはここからBCP」
- あいち防災協働社会推進協議会、あいち・なごや強靱化共創センター主催　防災・減災カレッジ「とりあえずBCPに着手するための構築のコツ」
- 公益社団法人愛知県中小企業診断士協会「誰でもできる！手軽にBCPを導入しよう！」
- 日本ロジステックスシステム協会「誰でもできる！手軽にBCPを導入しよう！特別編」
- 特定非営利法人事業継続推進機構「誰でもできる！手軽にBCPを導入しよう！」
- 2022 Mrs.Grobal Earth AICHI 「ビューティーキャンプ SDGsビジター講座」
- 2023 BEST OF MISS「個人と地域が推進していくSDGsセミナー」
- ONE STORY AWARD 愛知•岐阜 2023「身の回りのSDGsについて」
- 公益社団法人武生青年会議所「武生のまちづくり-ブランディングを駆使した新たな地方創生法-」
- 名古屋市主催 中小企業海外販路開拓・拡大支援セミナー「～タイビジネスのリアルがわかる～ 絶対に成功させるための海外ビジネス戦略」※海外事業部長 木下耕三（株式会社ノダキ）と共演
- 一般社団法人ツナグコト「成功する経営論」
- 椙山女学園大学「企業で使える人材とは」
- 名古屋市立北高等学校「職業人講和:セルフブランディング」
- 名古屋市立北高等学校「イケてるSDGsとは」
- 愛知県立一宮南高等学校「SDGsの社会学」
- 愛知県立一宮南高等学校「人生の勝ち方」
- 県立一宮南高等学校「機械工具商社とは？」
- 名古屋市立平田中学校「1年生課外授業 これからのSDGs」
- ALIVE（総合格闘技道場）「てくてく円頓寺～健康経営ウォーキング」
- 株式会社バンタン「ブランドの構築講座」
- 株式会社バンタン「ブランディングと地域経済」
- 株式会社バンタン「野田式マーケティングとブランディング」
- 鈴木雅之のビジネスハリケーン「野田式ビジネス学」
- AIESEC南山大学委員会「魅惑のタイランド」
- WAOJE BANGKOK「未来を斬り拓く。100年企業のためのブランディング戦略」
- 世界ものづくりフェスティバル「ものトーーク」※パネラーとして出演
- 一般社団法人GAKU salon ナゴヤ・アップデーターズ「豊かに生きるビジネス論」※倉橋岳と共演

エンターテイメント関連
- IZAKAYA HOTACON shuffle on the radio「現場の相棒」※吉村憲二（吉本興業）と共演
- GOD GARLIC「D&G祭」※大谷ノブ彦（吉本興業）、迫慶太（株式会社SACO）と共演
- FM GIG「夢と生き様とラーメンと 番外編 東京2023」※黒石高大と共演
- FM GIG「夢と生き様とラーメンと 番外編 大阪春の陣2023」※黒石高大と共演
- FM GIG TOKYO渋谷ステーション「夢と生き様とラーメンと 番外編 東京2024」※黒石高大と共演
- FM GIG TOKYO渋谷ステーション「濱の狂犬 黒石高大と飲める 新年会プレミアムトークライブ」※黒石高大と共演
- TIAD「書道家　山内果奈 開運書初め with 転輪太鼓」
- 一般社団法人吉報道「笑う門には大吉来たる ダイノジ吉報まつり」※ダイノジ（吉本興業）と共演
- スギノプロデュース「ココトーク」※石川浩司（元たま (バンド)）と共演
- スギノプロデュース「ココトーク」※中北朋宏と共演

縄文関連
- 杉本達哉主催「現代縄文トークライブ　𨕫 　今を生きる。」
- 愛知まぐあいEXPO2023・秋分「縄文の生き方」※祝餅弥餅、迫慶太と共演
- 愛知あぐあいEXPO2024・春分　総合司会を兼任　※愛智彩希、MECAV、清水ふき、須藤昇、渡辺カリン、LOBRAVEゼウスと共演
- 「現代縄文爆誕トークライブ」※大谷ノブ彦（ダイノジ）、らりるRIE、迫慶太、大鳥あみと共演
- Mirei Bill主催ミレイ祭「縄文の美と健康と防災」※迫慶太と共演
- 文化のみち橦木館主催「現代縄文美術館 縄文土器にいろがあったかも⁉展」※迫慶太、祝餅弥栄、小池一三、堺克弘、山内果奈、安保成子、吉田恭隆、名和ショウ、杉本達也、水野可菜と共演
- Miss Model World 2024 ゲスト出演 ※安保成子と共演
- 弥栄七夕祭り ゲスト出演
- WAZA ART FES in NAGOYA 2024 ※中村賢太郎と共演
- 津南町農と縄文の体験実習館なじょもん「縄文の風2024」※迫慶太、斎藤孝太郎、佐藤雅一、玉様祭壇と共演
- LFL/HDF community「現代縄文」